# Udea conubialis
Udea conubialis là một loài bướm đêm trong họ Crambidae.